# Renée Simonot
Renée Simonot, geboren als Jeanne Renée Deneuve (Le Havre, 10 september 1911 - Parijs, 11 juli 2021) was een Franse actrice.

## Biografie
Op jonge leeftijd maakte Simonot haar debuut in het theater. In 1929 was ze een van de eerste actrices die een Amerikaanse film insprak. Zo sprak ze onder meer Olivia de Havilland en Judy Garland in. Tijdens deze werkzaamheden ontmoette ze haar man, Maurice Dorléac (1901-1979). Het paar kreeg drie kinderen onder wie Françoise Dorléac en Catherine Deneuve.
Uit haar relatie met Aimé Clariond had ze al een dochter.
Ze werd 109 jaar oud.